# باشگاه فوتبال آترسلی رکریشن
باشگاه فوتبال آترسلی رکریشن (به انگلیسی: Athersley Recreation Football Club) یک باشگاه فوتبال در شهر آترسلی، کشور انگلستان است که در سال ۱۹۷۹ میلادی تأسیس شده‌است.